# Misuzulu Zulu

Misuzulu Zulu kaZwelithini, 2023

Misuzulu Zulu kaZwelithini (* 23. September 1974 in Hlabisa, Südafrika) ist nach der südafrikanischen Verfassung König der Zulu (zulu Ingonyama yamaZulu, wörtlich Zululöwe). Er folgte am 7. Mai 2021 seinem verstorbenen Vater Goodwill Zwelithini kaBhekuzulu auf den traditionellen Thron seines Volkes. Am 20. August 2022 erfolgte die Thronbesteigung von Misuzulu Zulu kaZwelithini. Am 29. Oktober 2022 wurde er in Durban offiziell zum König gekrönt und von der südafrikanischen Regierung anerkannt.
Die Rolle des Königs ist weitgehend zeremoniell und er übt offiziell keine politische Macht aus. Die Hofhaltung in Nongoma wird aus dem Budget der südafrikanischen Provinz KwaZulu-Natal bezahlt.

## Biografie
Misuzulu Zulu kaZwelithini wurde am 23. September 1974 in Hlabisa im damaligen Homeland KwaZulu geboren, das heute zur Provinz KwaZulu-Natal in Südafrika gehört. Er ist der älteste überlebende Sohn von Goodwill Zwelithini kaBhekuzulu und Shiyiwe Mantfombi Dlamini Zulu (* 15. Februar 1953 † 29. April 2021). Letztgenannte war eine Tochter von Sobhuza II. und Halbschwester von Mswati III., dem aktuellen König des unabhängigen Staates Eswatini. Mswati III. ist somit der Onkel von Misuzulu Zulu kaZwelithini. Misuzulu Zulus Mutter wurde einen Monat vor ihrem Tod, im März 2021 als Regentin eingesetzt, nachdem Misuzulu Zulus Vater verstorben war. In ihrem Testament ernannte sie ihren Sohn zum Nachfolger.
Er heiratete einen Tag vor seiner Thronbesteigung und hat einen Sohn. Bei der Krönung kündigte Misuzulu „ein neues Kapitel“ für seine Untertanen an und versprach, dass er „daran arbeiten werde, die Zulu-Nation zu einen“. Gegen die Krönung wurde ein Eilantrag bei einem Gericht in Pietermaritzburg gestellt, der abgewiesen wurde. Misuzulus Vaters erste Frau und auch einige seiner jüngeren Brüder (sein Vater zeugte mindestens 28 Kinder mit sechs Frauen) sprachen Misuzulu die Legitimität als König ab. Jedoch erkannte Südafrikas Präsident Cyril Ramaphosa die Krönung von Misuzulu als rechtmäßig an.
Als König der Zulus gingen fast 30.000 Quadratkilometer Land, mehrere Paläste und weitere Anwesen in den Besitz von Misuzulu Zulu über. Außerdem erbt er ein großes Vermögen.